# Péter Imre
Péter Imre (Budapest, 1970. április 1. –) magyar vízilabdázó, olimpikon.

## Pályafutása
A KSI-ben kezdett vízilabdázni. 1987-től a Bp. Spartacus játékosa volt. 1988-ban harmadik helyezett volt a junior vb-n. 1989 lett tagja a felnőtt válogatottnak. Ebben az évben kilencedik volt az Európa-bajnokságon. 1990-ben a BVSC-hez igazolt. 1991-ben a vb-n harmadik, az Eb-n ötödik a világkupán negyedik helyezést ért el. Tagja volt az 1992-es olimpián hatodik helyezést elért válogatottnak. A következő évben Eb és világkupa ezüstérmes volt. 1994-ben ötödik volt a világbajnokságon. 1995-től a Ferencvárost erősítette. Ugyanebben az évben az universiadén második és gólkirály lett.

## Eredményei
- kupagyőztesek Európa-kupája
  - győztes (1998)
- Magyar bajnokság
  - bajnok (2001)
  - második (1999)
  - harmadik (1994, 1997, 1998, 2003)
- Magyar kupa
  - győztes (1988, 1995, 1996–1997, 2003)

- Világbajnokság
  - bronzérmes (1991)
- Világkupa
  - ezüstérmes (1993)
- Európa-bajnokság
  - ezüstérmes (1993)
- Junior Európa-bajnokság
  - bronzérmes (1988)
- Universiade
  - ezüstérmes (1995)